# Svenska Spårvägssällskapet

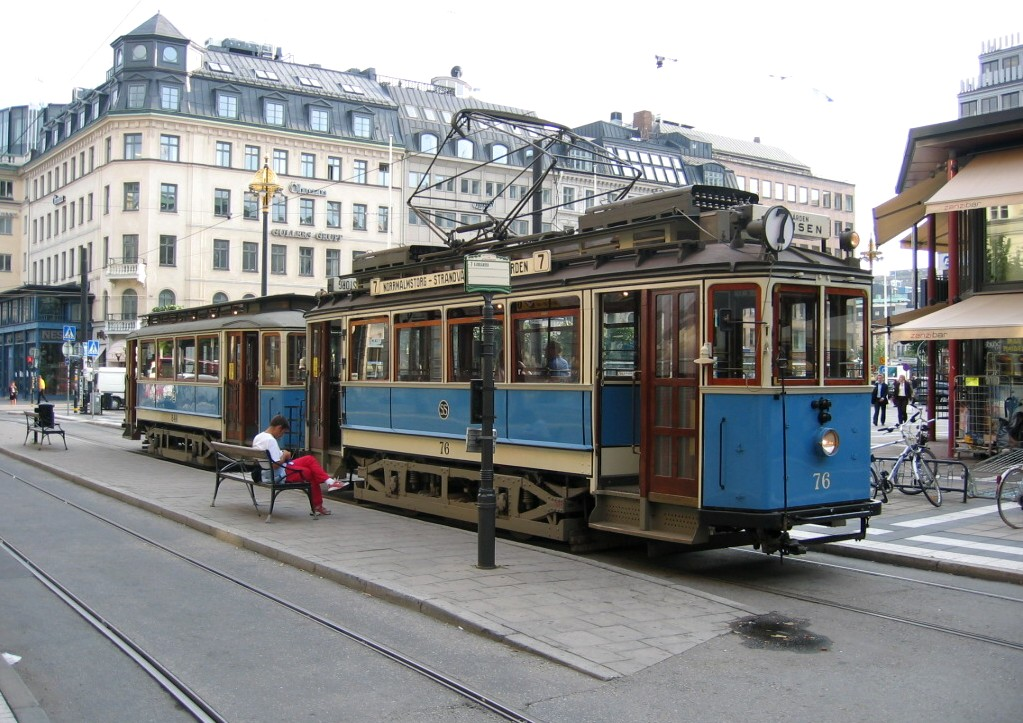
SSS vagn 76 och 846 på Norrmalmstorg i Stockholm

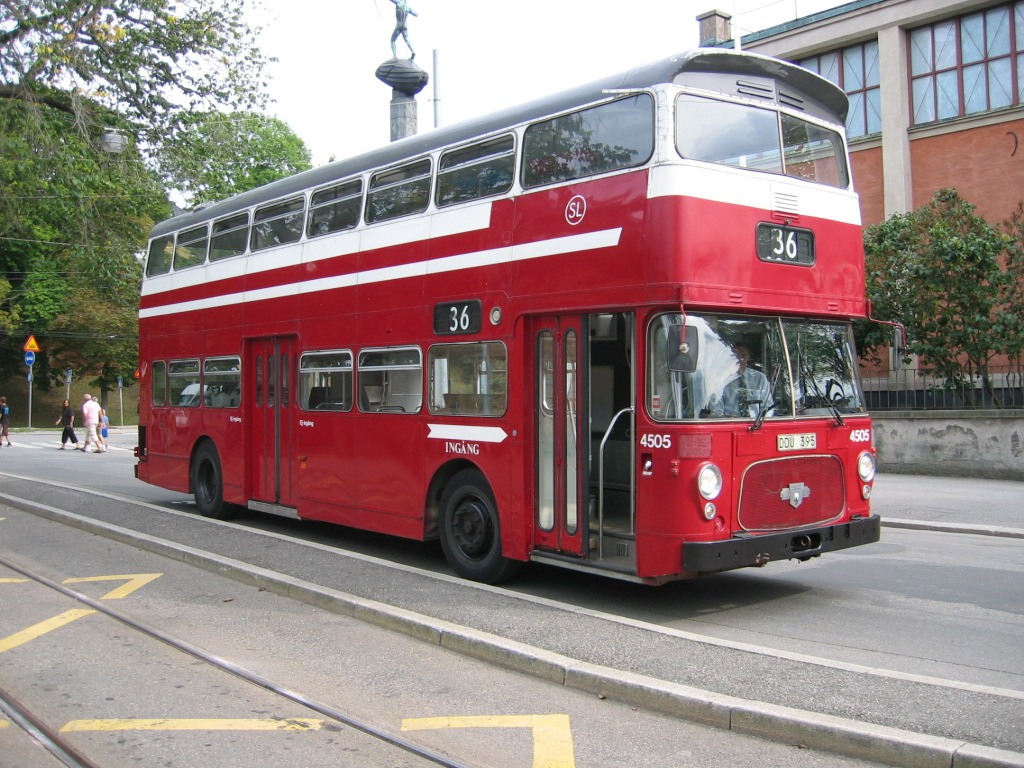
SSS SL 4505 på Djurgården i Stockholm

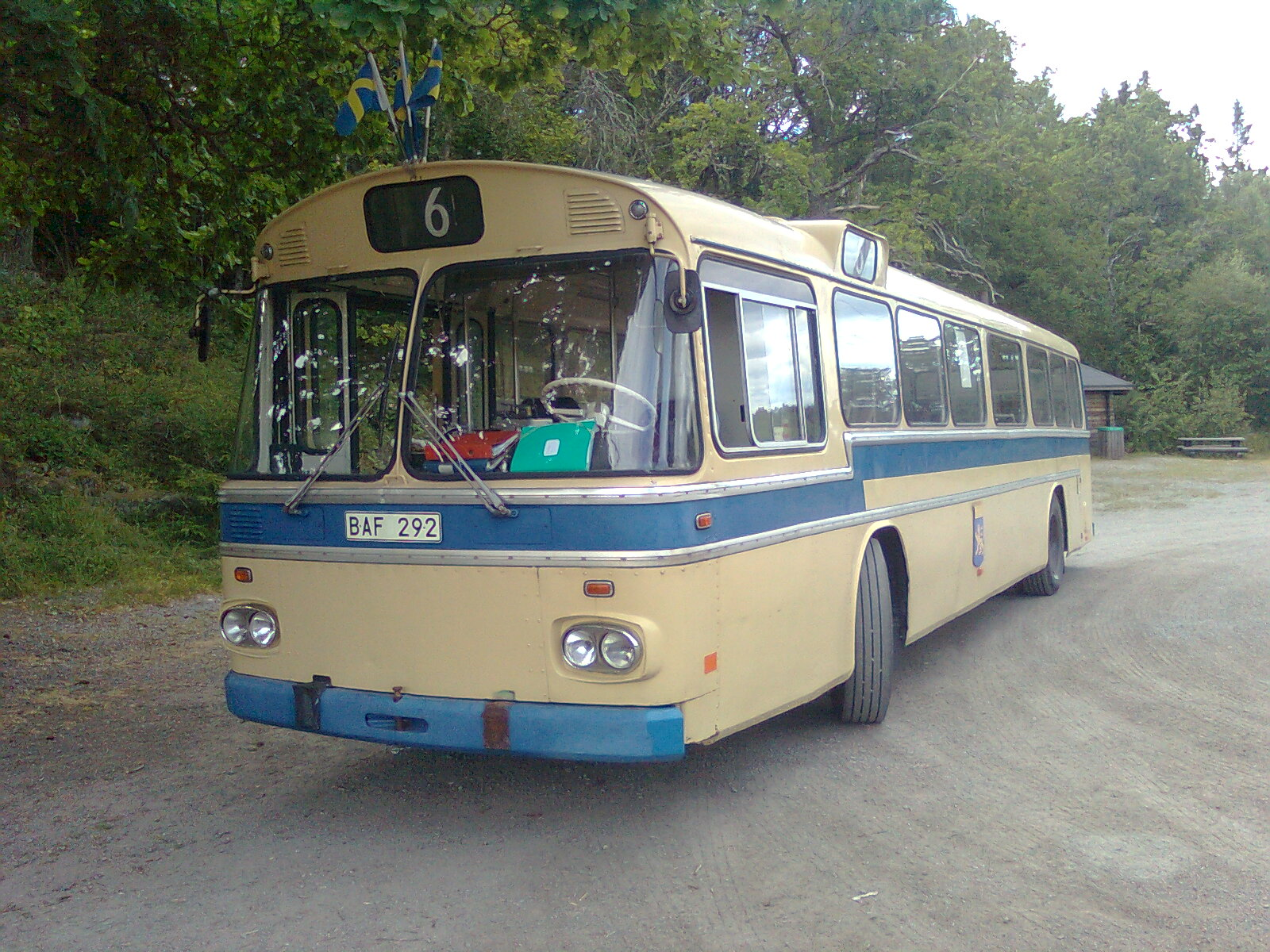
F.d. Uppsala stads trafik 212 i Fjällnora utanför Uppsala.

Svenska Spårvägssällskapet (SSS) är en ideell förening för personer som är intresserade av lokaltrafik. Föreningen grundades 1959 under namnet Stockholms Spårvägssällskap, men namnet ändrades senare till Svenska Spårvägssällskapet efter att medlemmar från även övriga Sverige tillkommit.
Föreningen ger regelbundet ut sin medlemstidning MfSS (Meddelanden från Svenska Spårvägssällskapet).
I den sörmländska orten Malmköping driver man Museispårvägen Malmköping.
I Stockholm driver man  Djurgårdslinjen. Man kör museal trafik även i Norrköping och Malmö och samverkar med Ringlinien i Göteborg. Sällskapet grundade även företaget Stockholms Spårvägar som kör spårvägstrafik åt SL. Företaget såldes 1 juli 2022 tillBergkvarabuss. 
Spårvägsällskapets webbplats anser sig vara Nordens största webbportal för lokaltrafikintresserade.

### Fotnoter
1. ↑  Eva-Karin Gyllenberg (8 december 2003). ”En Grönstedt på rälsens krokiga väg” (på svenska). Dagens nyheter. http://www.dn.se/arkiv/inrikes/en-gronstedt-pa-ralsens-krokiga-vag/. Läst 1 oktober 2017.
2. ↑  ”Svenska Spårvägssällskapet”. Svenska Spårvägssällskapet. https://www.sparvagssallskapet.se. Läst 12 april 2018.